# クサハツ
クサハツ（臭初、学名: Russula foetens）は、不快な臭いを発する茶色のキノコ。傘の表側には放射線状に溝がある。有毒で、食べると強い苦みがあり、消化器系の中毒を起こす。

臭い匂いが標準和名の由来。岩手県ではヘクソキノコと呼ばれている。

## 分布・生態
北半球一帯の、広葉樹林や針葉樹林。
夏から初秋にかけて、クヌギ・ナラなどの広葉樹林やアカマツなどの針葉樹林の林床に群生か単生し、主にブナ科の樹下に発生する。菌根菌。

## 形態
傘径は6 - 15センチメートル (cm) 。最初は半球型で、のちにまんじゅう形から丸山形になり、成熟すると中央がやや窪んだ平らな形（浅い漏斗状）になる。
傘の表側は淡褐色、黄褐色、茶褐色、黄土色、帯褐黄色、汚黄土褐色、汚黄褐色、褐色で、周辺はやや淡い色である。周辺部は明瞭で長い溝（条溝）があり、隆起部は粒状の突起が並び、放射状に広がる。表面は湿ると粘性で、傘のへりから多少はがすことができる。
傘の裏側のひだは、乳白色から、淡黄褐色、汚黄色、淡黄土色になる。離生し、やや疎〜やや密。褐色のしみがある。若いうちはひだから透明の水滴を分泌する。胞子紋はクリーム色で、胞子は6 - 8 × 5～7マイクロメートル (μm) で、表面にあらいいぼ状突起があり、背鰭状の装飾といわれる。
柄は6 - 12 cm。柄は若いうちは中身がつまっているが、生長すると中空になる。表面は平滑で、白色～淡黄褐色。触れると黄土色と淡汚褐色のシミと汚れができる。浅い縦のしわがあり、節状に浅くくびれることがある。つばやつぼはなし。
肉はややかたく白色の淡い色で、味は辛いとか、強い苦味があるとかいわれている。さらに、つぶすと生臭いにおいがあり、その不快臭は、古い油のような臭いとか、硫黄のようなものが腐った臭いとか、喉がヒリヒリするような何とも形容しようがない臭いとか、さまざまに表現されている。

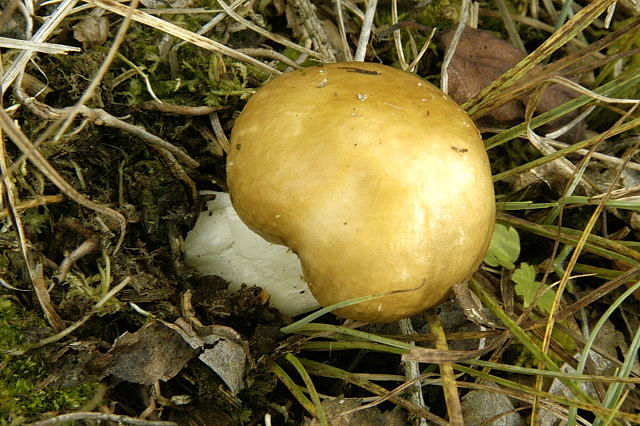
幼菌
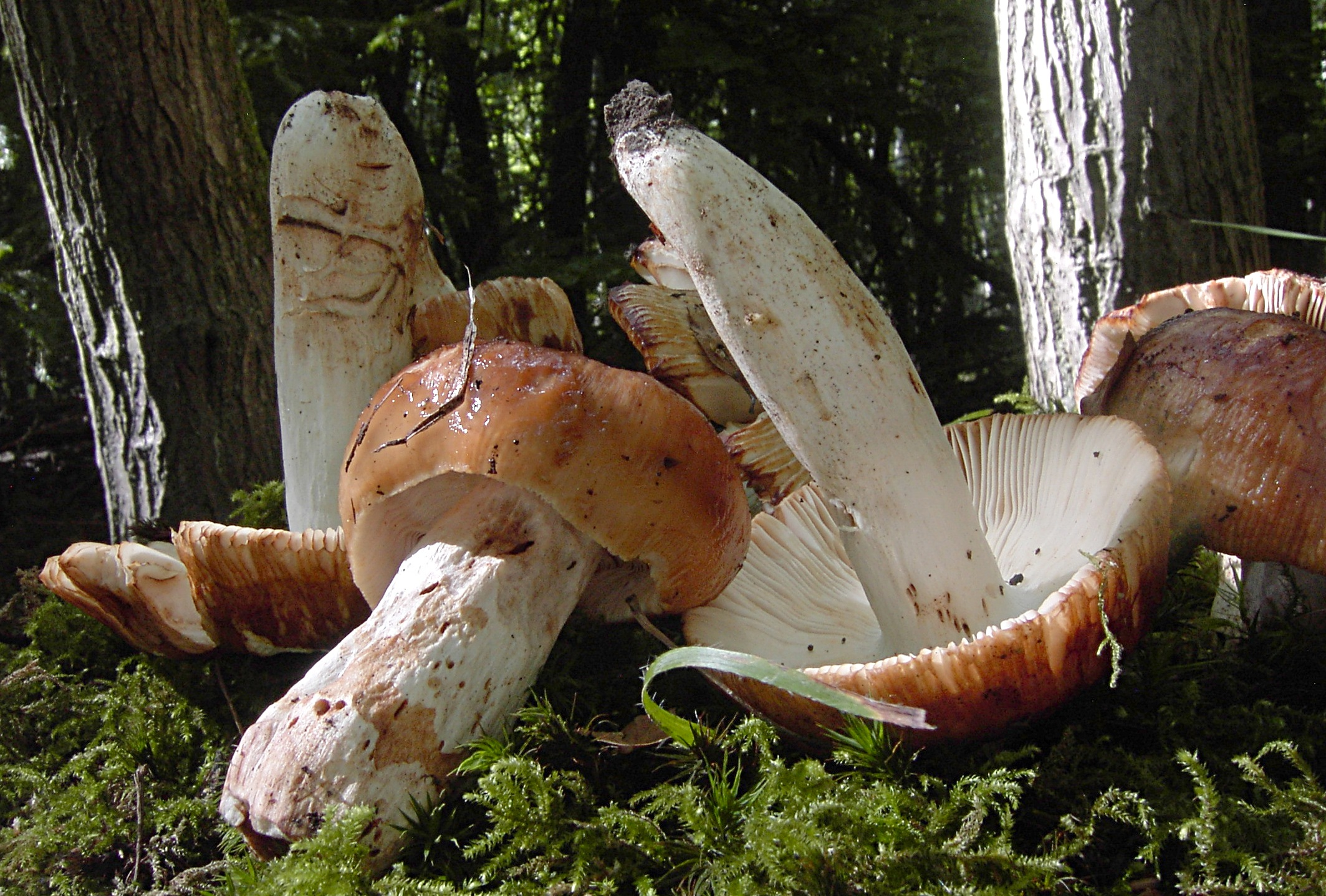
傘は茶色で柄は白色
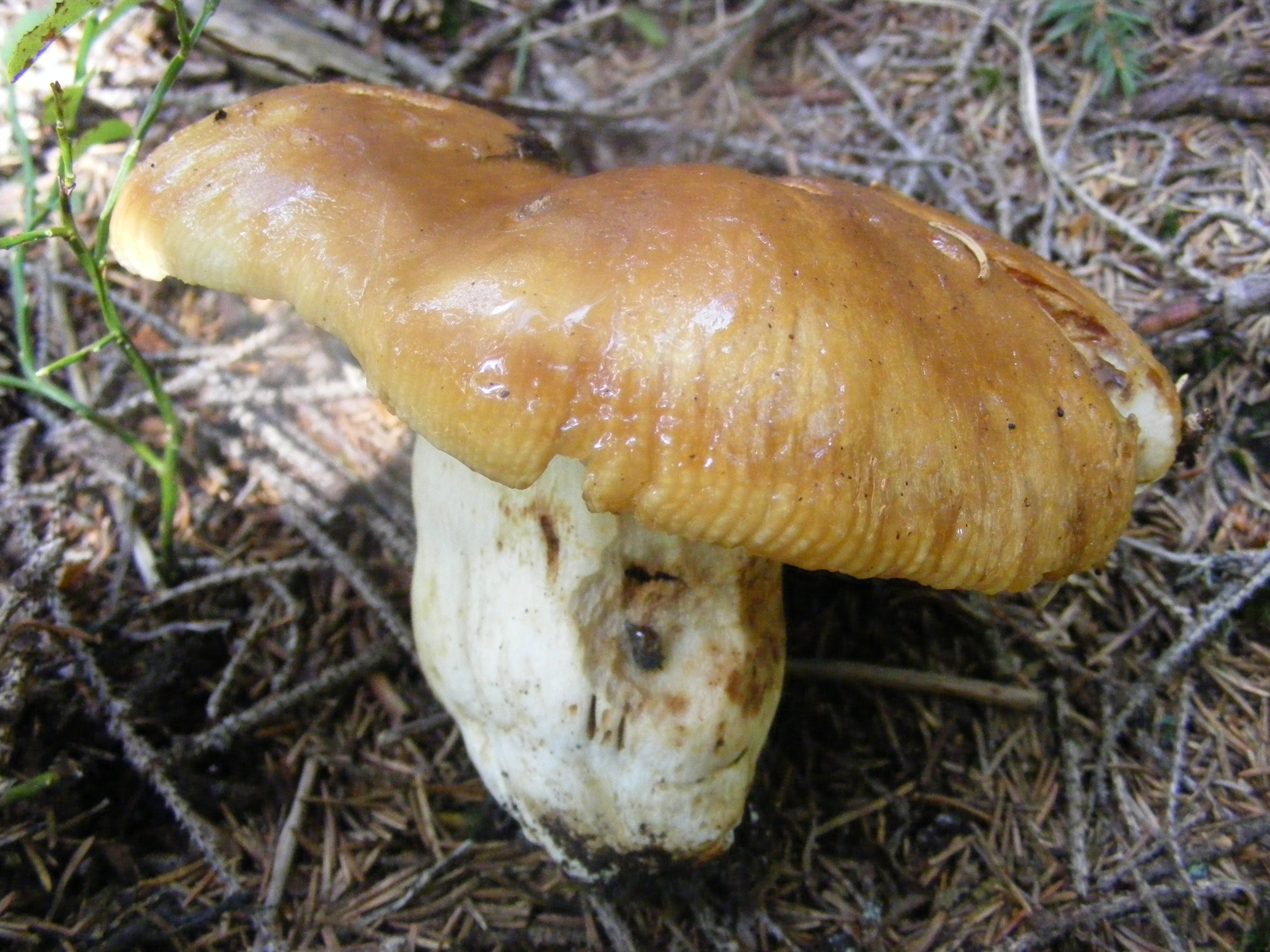
傘の表面は粘性がある
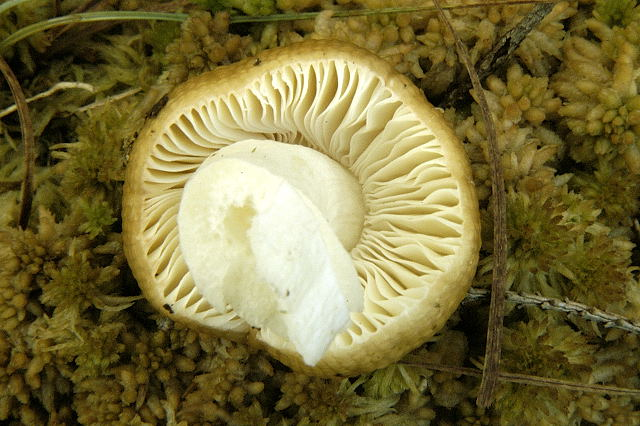
ひだは白色
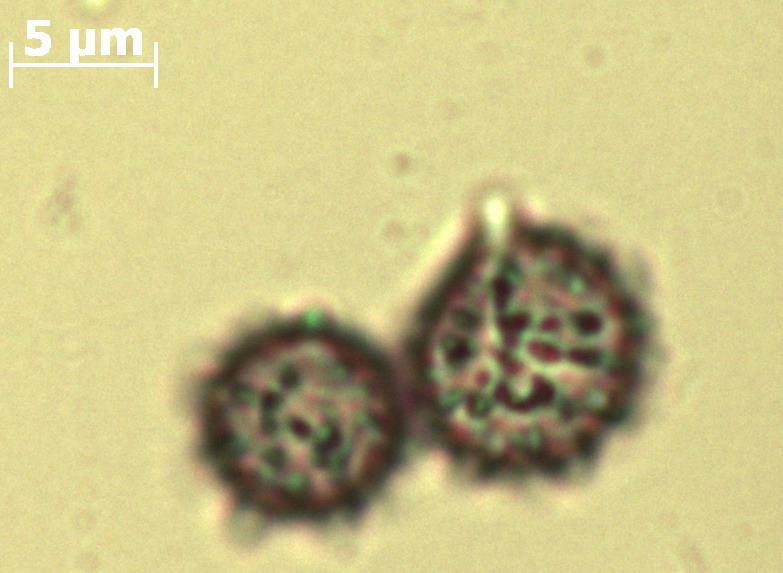
胞子

## 毒
口にする気にならないほどの強い不快臭と、かじると強い苦みがあるため、めったに誤食事故を起こすようなことはないが、中毒をおこした事例があるので毒キノコと位置づけている資料もある。遠目に見ると、いかにも食べられそうなキノコに見えるが、キノコ狩りの対象にはならない。
毒成分は不明だが、強い悪心、嘔吐、腹痛、下痢などの、胃腸系の中毒を起こす。

## ギャラリー

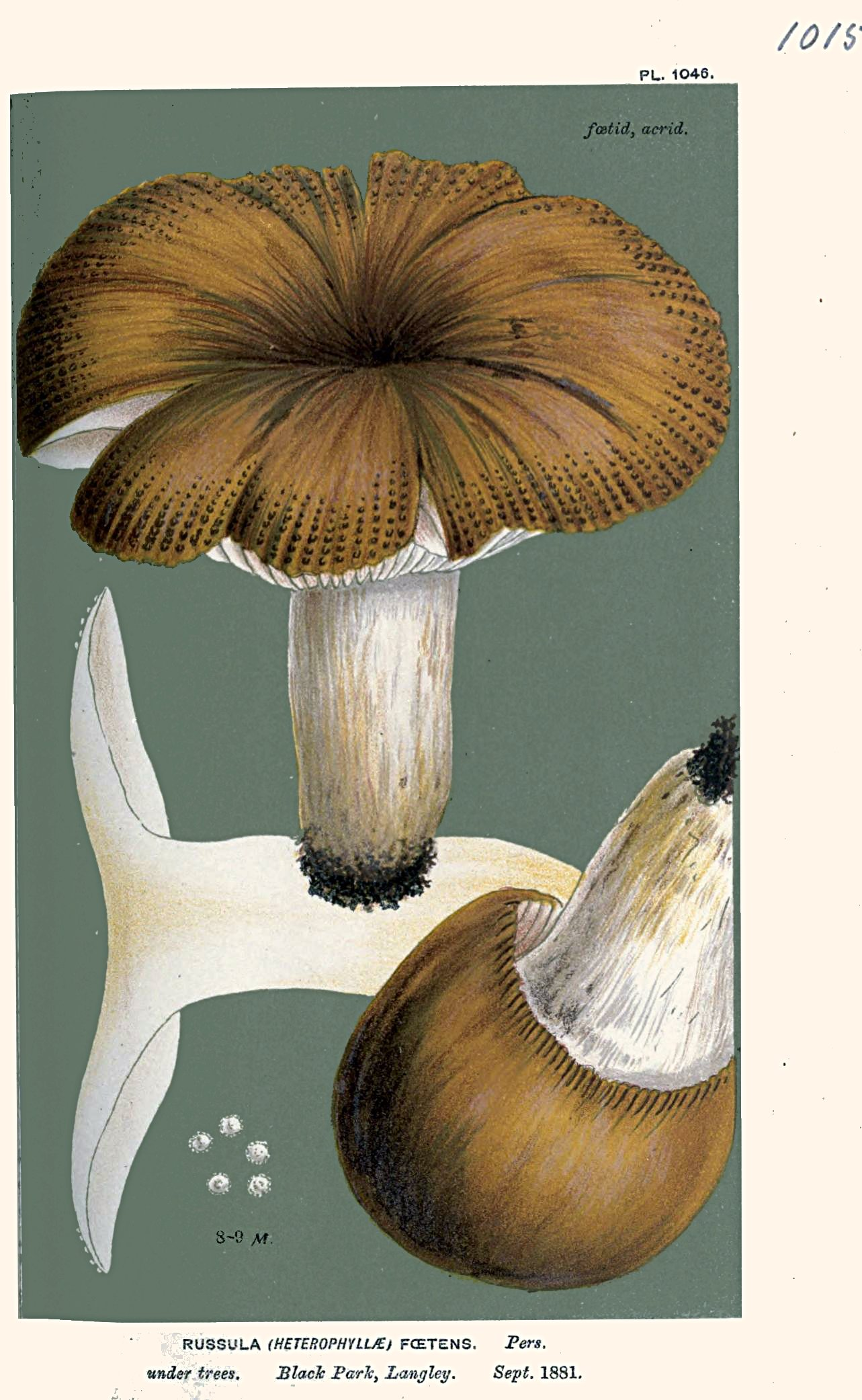
M. C. Cooke (1881)
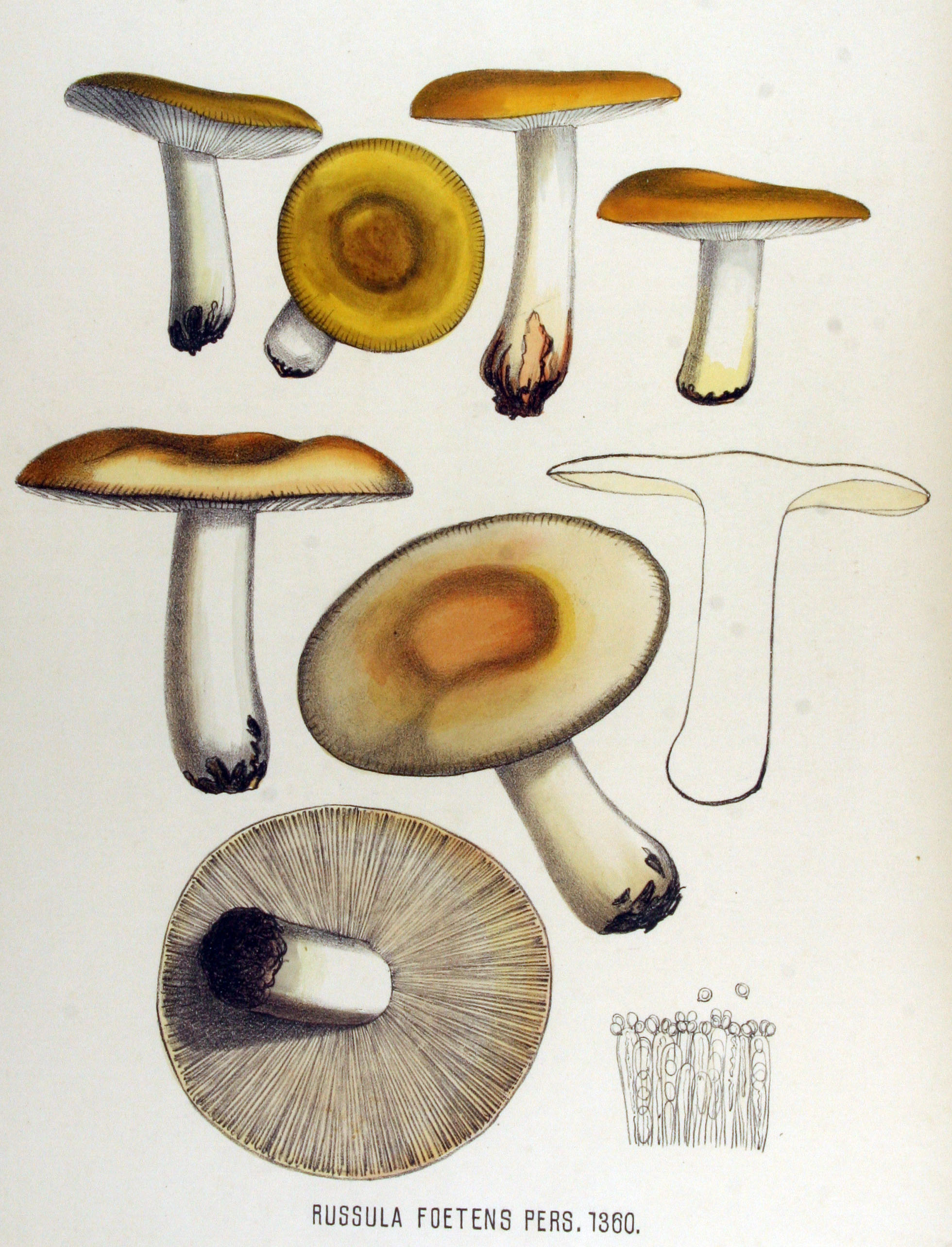
Jan Kops (1885)
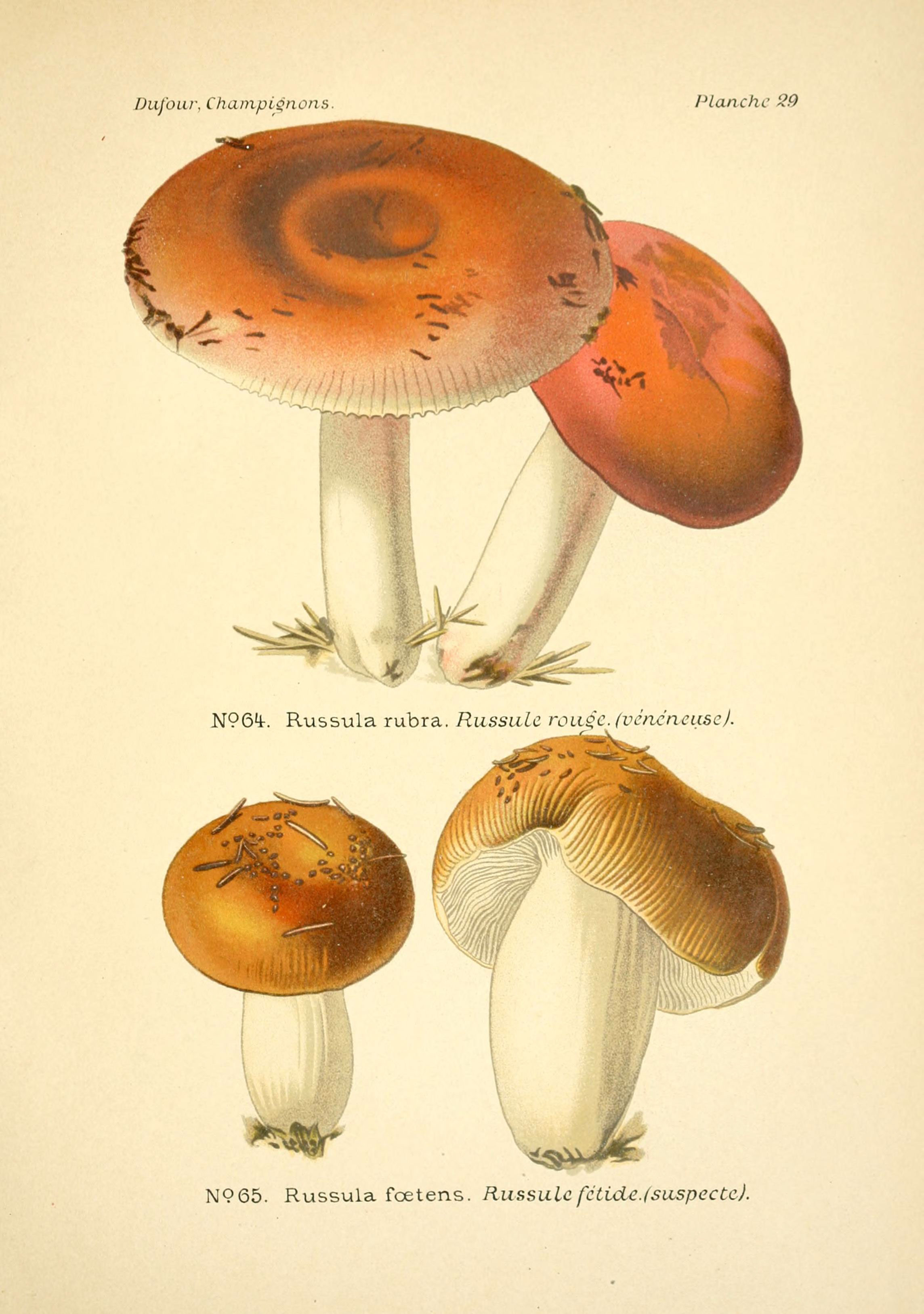
L. Dufour (1891)
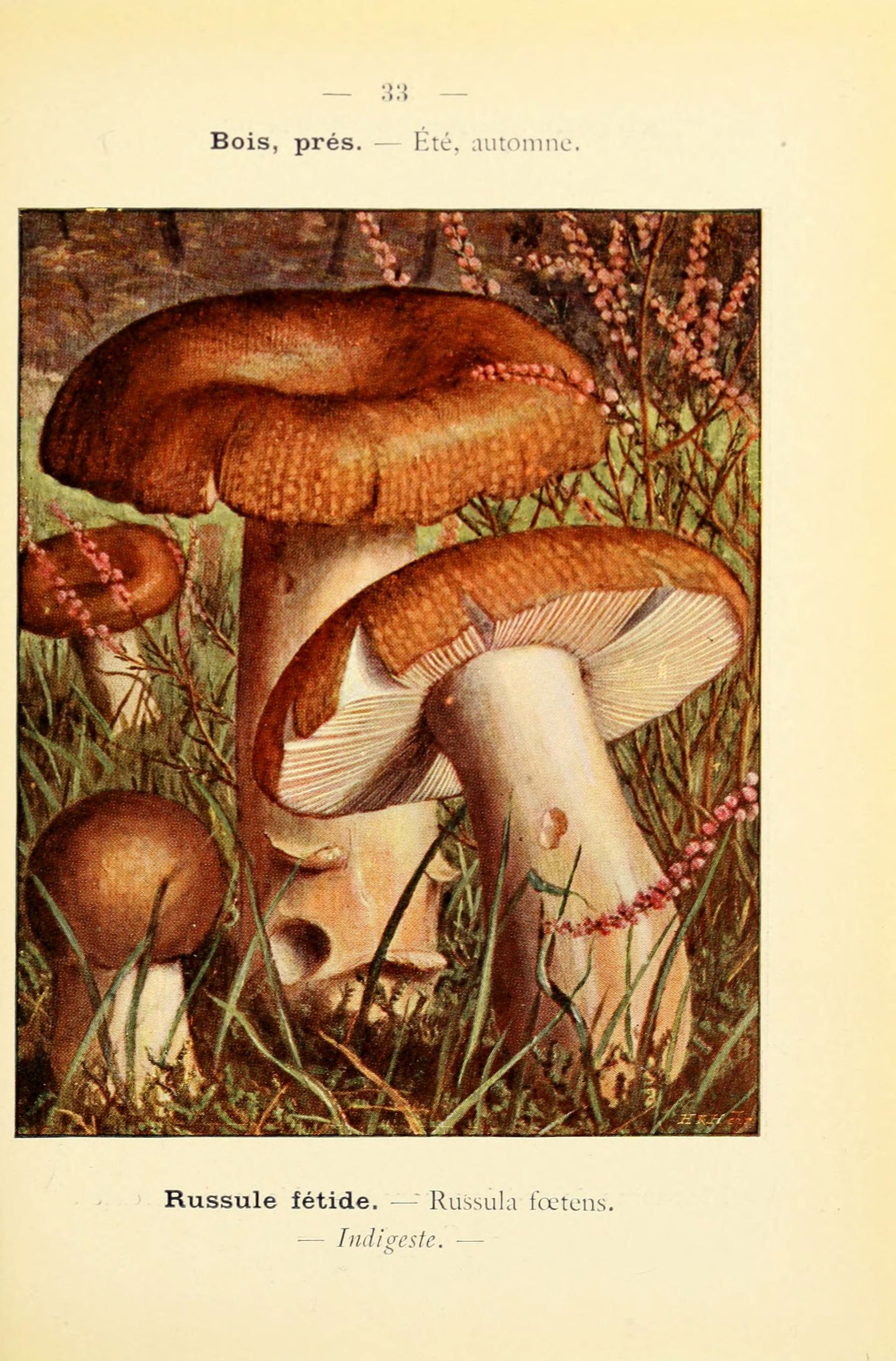
P. Dumée (1912)
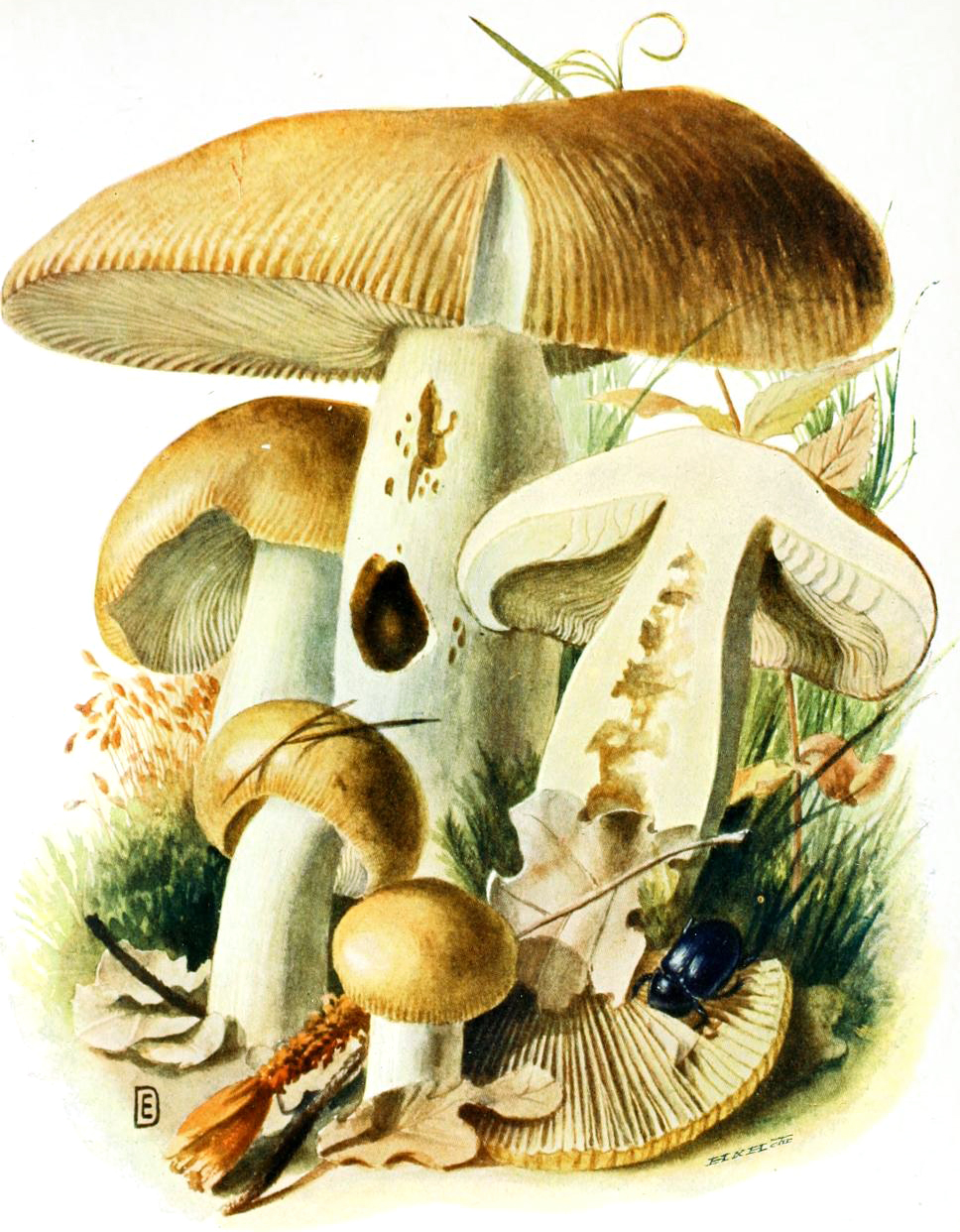
E. Dörstling (1913)
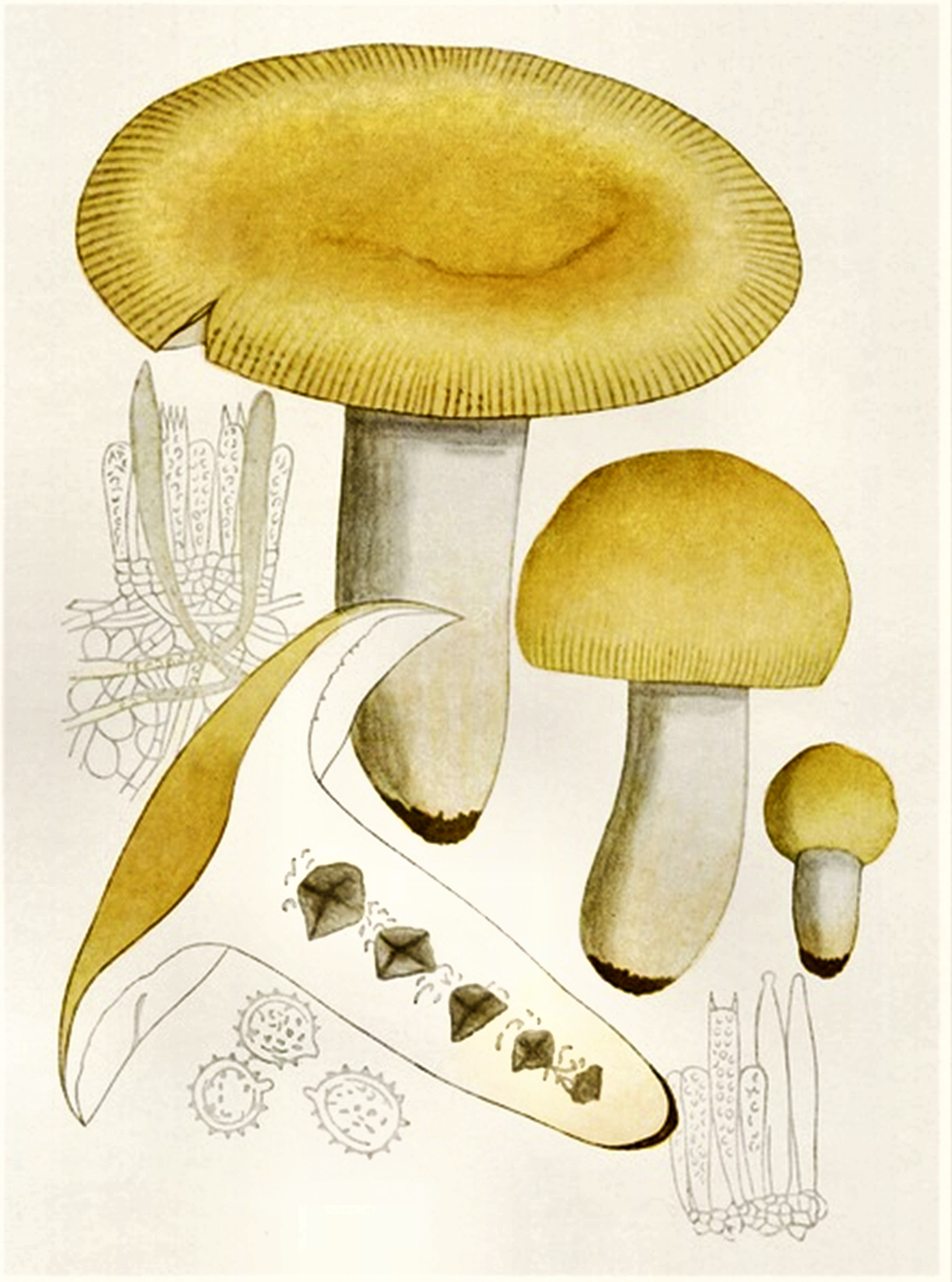
G. Bresadola (1929)

## 類似種
オキナクサハツはクサハツによく似ており、同様に有毒。成熟すると傘の周辺部で大きく放射状に裂けたり亀裂を生じることや、傘径が5～10cmと小型なこと、東アジアとニューギニア島にのみ分布することが、クサハツと異なるところだが、それ以外クサハツと異なった特徴がない。
クサハツモドキはクサハツに比べ淡い色をしていることや、臭いがアーモンドのようであること、傘径が3 - 9 cmと小さいこと、毒をもたない（有毒の疑いはある）ことなどが、クサハツと違った特徴だが、2種の子実体はとてもよく似ている。